# Bøhmen ved sommer-OL 1912
Bøhmen deltog med 39 atleter ved sommer-OL 1912 i Stockholm, Sverige. Atleterne, der alle var mænd, konkurrerende i seks sportsgrene. Bøhmen vandt ingen medaljer ved dette OL. OL-delegationen bestod af 13 fægtere, 11 atletikudøvere, otte tennisspillere, fem cyklister, én roer og én gymnast.